# Rapid Spanning Tree Protocol
Das Rapid Spanning Tree Protocol (RSTP) ist ein Netzprotokoll, um redundante Pfade in lokalen Netzen zu deaktivieren, bzw. im Bedarfsfall (Ausfall einer Verbindung) wieder zu aktivieren. Es ist eine Weiterentwicklung des Spanning Tree Protocol (STP) und kompensiert dessen Hauptkritikpunkte. Es ist im Standard IEEE 802.1w  definiert.
Werden beim STP beim Ausfall einer Netzkomponente (Switch, Bridge etc.) noch sämtliche Verbindungen unterbrochen, bis die neue Topologie berechnet ist, so fallen beim RSTP nur die Pfade aus, die über die defekte Komponente liefen. Ansonsten bleiben die bisherigen Pfade bestehen, bis die Berechnung der neuen Topologie beendet ist. Die Umschaltung auf die neue Topologie erfolgt dann sehr schnell. Häufig können die nicht-ausgefallenen Verbindungen weiter bestehen bleiben, da lediglich einige zusätzliche Ports freigeschaltet werden, die zuvor wegen Redundanz deaktiviert waren.
Mit dem RSTP wurden zwei neue Port-Roles eingeführt:
- Alternate Ports sind blockierte Ports, die zu einem Netzsegment verbinden, das eine andere Bridge günstiger erreichen kann. Sollte diese Bridge ausfallen, kann schnell auf den Alternate Port umgeschaltet werden.
- Backup Ports sind ebenfalls blockiert und verbinden zu einem Segment, das ein anderer Port derselben Bridge günstiger erreicht, beispielsweise durch eine andere physische Verbindung (optischer Port). Von der Software der Bridge ist abhängig, ob sie den Backup-Port parallel verwendet, oder lediglich bei Ausfall des bevorzugten (designated) Ports.

Außerdem wurde das Sendeverhalten der BPDUs (Bridge Protocol Data Unit) verändert. Im Gegensatz zum STP (laut 802.1d), bei dem eine Bridge nur dann BPDUs an die nächsten Bridges in der Hierarchie sendet wenn es auf dem Root-Port eine BPDU empfängt, werden BPDUs beim 'R'STP ständig in Abständen der Hello-Time (Standard: 2 s) gesendet. Verfällt auf einem Port also die Hello-Time dreimal in Folge, wird davon ausgegangen, dass die Verbindung zum nächsten Nachbarn dieses Ports ausgefallen ist. Beim STP konnte der Ausfall an jeder Stelle des dahinterliegenden Netzpfades aufgetreten sein.
Für die schnelle Umschaltung ist es notwendig, dass der Administrator bei der Konfiguration der Switches für jeden Port festlegt, um welchen Typen es sich handelt.
- Edge-Ports sind Ports, die ausschließlich zu Endstationen verbinden (Arbeitsstationen, Server etc.). Dort können keine Schleifen entstehen und es treten keine BPDUs auf. Diese Ports werden bei der Neuordnung schnell umgeschaltet. Empfängt ein solcher Port eine BPDU, verliert er seinen Edge-Status
- Point-to-Point Ports arbeiten im Vollduplexmodus, so dass auch hier schnell umgeschaltet werden kann, da sie lediglich zu einem weiteren Nachbarn (Bridge oder auch Endgerät) verbunden sind
- Shared Ports verbinden zu einem Netzsegment, in dem weitere Bridges enthalten sind. Hier muss eine Neuaushandlung vollständig durchgeführt werden.

Schnelle Umschaltung bedeutet, dass der Übergang eines Ports von blockierend in weiterleitend in einem Schritt erfolgt, ohne zwischendurch auf BPDU-Pakete und Werte der Nachbarknoten zu warten.